# Polícia Militar de Alagoas
A Polícia Militar de Alagoas (PMAL) tem por função primordial o policiamento ostensivo e a preservação da ordem pública no estado de Alagoas. Ela é Força Auxiliar e Reserva do Exército Brasileiro, e integra o Sistema de Segurança Pública e Defesa Social do Brasil.
Seus integrantes são denominados Militares dos Estados, assim como os membros do Corpo de Bombeiros Militar do Estado de Alagoas.

## Breve histórico do surgimento das polícias militares no Brasil
O surgimento das policias militares brasileiras, deu-se  em Minas Gerais, onde já havia uma estrutura de força militar com funções semelhantes às de policiamento e controle social desde o período colonial. Em 1775, uma reorganização militar na capitania, com a criação do Regimento Regular de Cavalaria de Minas (RRCM), que é a célula Mater da Polícia Militar de Minas Gerias (PMMG),  resultou na substituição dos antigos terços por corpos auxiliares organizados em regimentos. Esse novo corpo atuava em atividades internas como patrulhamento e repressão, sendo empregado principalmente na proteção do escoamento do ouro pelas estradas reais até o litoral brasileiro e na preservação da ordem pública na capitania de Minas Gerais. Assim, marcando essa organização militar como uma das mais antigas expressões de força policial estruturada no Brasil . A legislação imperial registra, ainda, a criação de outros corpos policiais nas províncias, como em 1809 no Rio de Janeiro, 1818 no Pará, em 1820 no Maranhão, em 1825 na Bahia, em Pernambuco, e em 1834 no Espírito Santo.
A primeira participação em conflito que exigiu operação de guerra deu-se em 1839 quando Agostinho da Silva Neves, Presidente da Província resolveu transferir a capital, então instalada na cidade de Alagoas (atual Marechal Deodoro), para Maceió. Em defesa da legalidade, a corporação enfrentou tropas comandadas pelo major Manuel Mendes da Fonseca (pai de Deodoro da Fonseca) que se punha à transferência, dominando os rebeldes.

### Guerra do Paraguai
Em dezembro de 1864, tropas paraguaias atravessaram a fronteira com o Brasil e tomam o Forte Coimbra, na Província do Mato Grosso; dando início à Guerra do Paraguai, que duraria até 1870.
Em 13 de março de 1865 foi criado o 20º Batalhão de Voluntários da Pátria, com efetivo de 400 soldados alagoanos, sob o comando do major Carlos Irilo de Castro. Um matutino da época registrou que antes de embarcar no vapor São Francisco com destino ao teatro de operações, as tropas desfilaram pelas ruas de Maceió sob intensa aclamação popular.
Ao retornar à Província, em 1870, os soldados alagoanos foram calorosamente recebidos pelo povo, que rendeu homenagens aos 201 milicianos mortos em combate.

### 1895
Em 1895 a corporação participou ativamente da deposição de Manuel Gomes Ribeiro, o Barão de Traipu, do Governador da Província.

### Guerra de Canudos
Em 1897 um contingente de 30 voluntários foi incorporado ao contingente federal que participou da repressão aos sertanejos do vilarejo de Canudos, na Bahia; quando os seguidores de Antônio Conselheiro foram vencidos.

### Combate aoCangaço
Em 8 de julho de 1922 a polícia militar alagoana teve seu “batismo de fogo” contra cangaceiros. Depois de atacar o município de Água Branca, o bando escondeu-se na localidade de Espírito Santo, Pernambuco. Comandando trinta homens o tenente 'José Medeiros atacou os bandidos que, depois de intenso tiroteio, fugiram pela caatinga deixando cinco mortos e levando 12 feridos. No confronto, a PM perdeu o sargento (militar) Farias e o soldado João Miguel Gomes. Ficaram feridos os soldados Pedro Vieira dos Santos e João Videira da Silva.

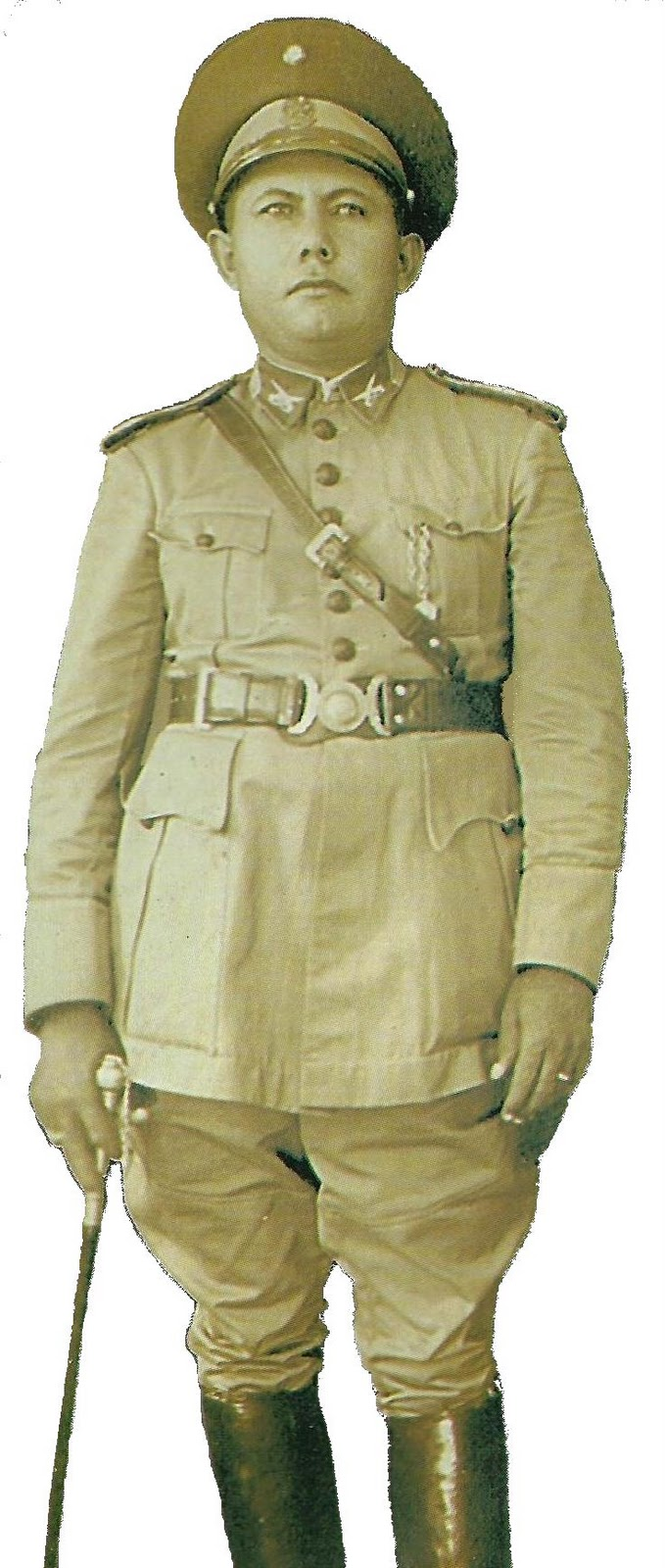
Foto do então Tenente João Bezerra da Silva, comandante da força militar alagoana chamada à época de "Volante" que atacou a Grota do Angico, em 28/07/1938, executando Lampião (cangaceiro), sua esposa Maria Bonita e seu bando de cangaceiros.

### 1922
Com a eclosão do Segundo 5 de Julho (continuação do Movimento Tenentista, iniciado com a Revolta do Forte Copacabana, em 1922) um contingente de Alagoas, comandado pelo capitão Santa Rosa, foi deslocado para o Estado de Sergipe com a finalidade de dar combate a parte dos militares federais aquartelados naquele Estado e que apoiavam os tenentes. A tropa retornou a Alagoas tão logo a rebelião foi dominada.

### Combate àColuna Prestes
Em 16 de maio de 1925 a PM alagoana foi mobilizada para operar fora do Estado. Sob o comando do capitão Manoel Caldas Braga, três oficiais e 150 praças foram deslocados até o Estado do Maranhão, com a finalidade de enfrentar a Coluna Prestes, agrupamento militar oriundo do Movimento Tenentista de 1922/24. Os alagoanos retornaram a Maceió em 4 de maio de 1926, após inúmeros combates com a “Coluna Invicta”.

### Revolução de 1930
Durante a revolução de 1930 oficiais da PMAL apoiaram os revolucionários que derrubaram o Governo Washington Luís e levaram Getúlio Vargas ao poder, integrando-se, na ocasião, às forças comandadas pelo general Juarez Távora.

### Revolução Constitucionalista
A 9 de julho de 1932 rebentou em São Paulo a Revolução Constitucionalista, que tinha como meta depor Getúlio Vargas, chefe do Governo Provisório instalado em 1930. Hábil na arte de fazer política, Vargas espalhou pelo resto do Brasil a falsa informação segundo a qual São Paulo queria se separar do Brasil. Com isso, ganhou o apoio do restante do país. Além dos contingentes federais, as polícias militares de todos os Estados enviaram tropas para combater o suposto movimento separatista de São Paulo. Em 18 de agosto daquele ano um batalhão da PM seguiu para o território paulista, onde foi incorporado às forças que defendiam o governo de Vargas.

### Implementação da lavratura de TCO
Desde de 2006, a Polícia Militar de Alagoas vem estudando a implementação da lavratura de Termo circunstanciado de ocorrência, tal como já ocorria na Brigada Militar do Rio Grande do Sul, desde 2001. Após vários embates na cúpula da Segurança Pública do Estado, a Corregedoria Geral de Justiça de Alagoas baixou o Provimento n.º 013/07 em julho de 2007, no qual autoriza aos juízes de direito de Alagoas a recepcionarem o TCO elaborado pela Polícia Militar e pela Polícia Rodoviária Federal. Após uma fase de treinamento, em novembro de 2007, o Batalhão de Polícia de Rádio-patrulha da Capital passa a realizar um projeto piloto, tendo seus registros de ocorrência, nas quais figurem infração de menor potencial ofensivo enviados aos Juizados Especiais Criminais de Maceió. Tornando assim um trabalho pioneiro em toda a Região Nordeste.:

## Estrutura Operacional (Alterada com o Decreto: 93.446/2023)

### Comando de Policiamento da Região Metropolitana (CPRM) ANTIGO CPC
- 1º Batalhão de Polícia Militar - 1º BPM (Maceió) Bairro Vergel
- 4° Batalhão de Polícia Militar - 4º BPM (Maceió) Bairro Farol
- 5° Batalhão de Polícia Militar - 5º BPM (Maceió) Bairro Benedito Bentes
- 8° Batalhão de Polícia Militar - 8º BPM (Rio Largo)
- 12° Batalhão de Polícia Militar - 12º BPM (Maceió) Bairro Cid.Universitária (Antigo BPGd)
- 13° Batalhão de Polícia Militar - 13º BPM (Maceió) Bairro Jacintinho (Antigo BPE)
- 2ª Companhia de Polícia Militar Independente – 2ª CPM/I (Paripueira) Antiga 3ª CIA/IND
- 4ª Companhia de Polícia Militar Independente – 4ª CPM/I (Marechal Deodoro) Antiga 5ª CIA/IND
- 5ª Companhia de Polícia Militar Independente – 5ª CPM/I (Maceió) Bairro Antares

### Comandos de Policiamento de Área (CPAs) ANTIGO CPI
Comando de Policiamento da Região Sertão (CPRS) ANTIGO CPAI/I
Sede: Santana do Ipanema
- 7º Batalhão de Polícia Militar - 7º BPM (Santana do Ipanema)
- 9º Batalhão de Polícia Militar - 9º BPM(Delmiro Gouveia)
- 6ª Companhia de Polícia Militar Independente – 6ª CPM/I (Batalha)

Comando de Policiamento da Região Agreste (CPRA) ANTIGO CPAI/II
Sede: Arapiraca
- 3º Batalhão de Polícia Militar - 3º BPM (Arapiraca)
- 10º Batalhão de Polícia Militar - 10º BPM (Palmeira dos Índios)
- 3ª Companhia de Polícia Militar Independente – 3ª CPM/I - (Atalaia) Antiga 4ª CIA/IND
- 7ª Companhia de Polícia Militar Independente – 7ª CPM/I (Girau do Ponciano)

Comando de Policiamento da Região Norte e Zona da Mata (CPRN-ZM) ANTIGO CPAI/III
Sede: São Luís do Quitunde
- 2º Batalhão de Polícia Militar - 2º BPM (União dos Palmares)
- 6º Batalhão de Polícia Militar - 6º BPM (Maragogi)
- 14º Batalhão de Polícia Militar - 14º BPM  (Novo Lino) Antiga 2ª CIA/IND
- 8ª Companhia de Polícia Militar Independente – 8ª CPM/I (São Luis do Quitunde)

Comando de Policiamento da Região Sul (CPRSul)
Sede: Penedo
- 11º Batalhão de Polícia Militar - 11º BPM (Penedo)
- 1ª Companhia de Polícia Militar Independente – 1ª CPM/I (São Miguel dos Campos)
- 9ª Companhia de Polícia Militar Independente – 9ª CPM/I (Coruripe)
- 10ª Companhia de Polícia Militar Independente – 10ª CPM/I (Teotônio Vilela )

Comando de Policiamento Especializado (CPE)
- Batalhão de Polícia Ambiental (BPA) (Maceió)
- Batalhão de Polícia de Trânsito (BPTran) (Maceió)
- Batalhão de Polícia Rodoviária (BPRv) (Maceió)
- Batalhão de Polícia Escolar (BPEsc) (Maceió)
- Companhia de Polícia Militar Independente  Fazendária (CPM/I Faz) (Maceió)

Comando de Missões Especiais (CME)
- Batalhão de Operações Policiais Especiais (Bope) (Maceió)
- Batalhão de Polícia Militar de Ronda Ostensiva Tática Motorizada (BPM/ ROTAM) (Maceió)
- Regimento de Polícia Montada (RPMon) (Maceió)
- Companhia de Polícia Militar Independente de Policiamento de Choque (CPChoque) (Maceió)
- Companhia de Polícia Militar Independente de Operações Policiais Especiais do Sertão (COPES) (Piranhas)
- Companhia de Polícia Militar Independente  Ronda de Ação Intensiva Ostensiva (CPM/I-RAIO) (Maceió)